# Cmentarz Żołnierzy Radzieckich w Wolsztynie
Cmentarz Żołnierzy Radzieckich w Wolsztynie znajduje się przy ulicy 5 Stycznia. W latach 1801–1906 był w tym miejscu cmentarz katolicki, a w okresie okupacji skwer z zielenią. Obecny cmentarz otwarto 7 października 1945 roku.

## Forma i historia
Na cmentarzu pochowano 362 oficerów radzieckich z 33 Armii poległych w okresie od lutego do kwietnia 1945 roku w okolicach Wolsztyna, Sulechowa i nad Odrą. Ponad mogiłami dominuje pomnik z 1945 roku dłuta Józefa Murlewskiego i Edwarda Przymuszały, przedstawiający oficera (4,5 m wysokości) depczącego hitlerowskiego orła i rozdarty sztandar ze swastyką. Po obu stronach schodów prowadzących do pomnika umieszczono 12 tablic z brązu, które przedstawiają różne rodzaje broni.
Pomnik na cmentarzu był pierwszym po II wojnie światowej zamówieniem, jakie otrzymały zakłady Pomet w Poznaniu (wówczas Oddział I HCP). Odlew ważył ponad 3,5 tony, a do jego wykonania postać podzielono na 17 części (kilka mniejszych wykonano w prywatnej odlewni Antoniego Brzezińskiego przy ul. Dolna Wilda 23). Z uwagi na zniszczenia Pometu pierwsze tygle brązu topiono w prymitywnej kotlinie zlokalizowanej w ruinach jednej z hal. Złom brązowy dostarczyli Rosjanie z terenów Ziem Odzyskanych.

## Galeria

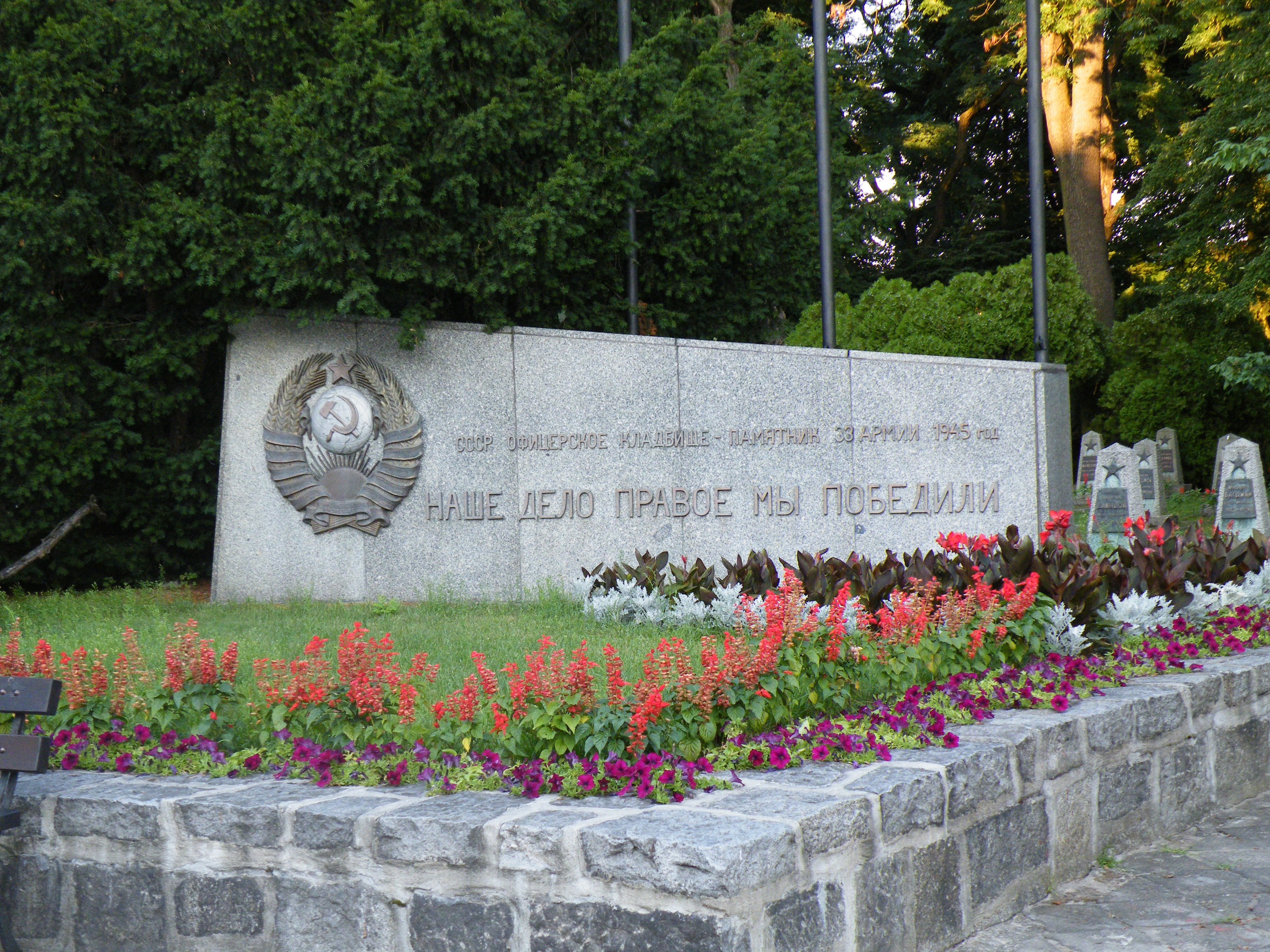
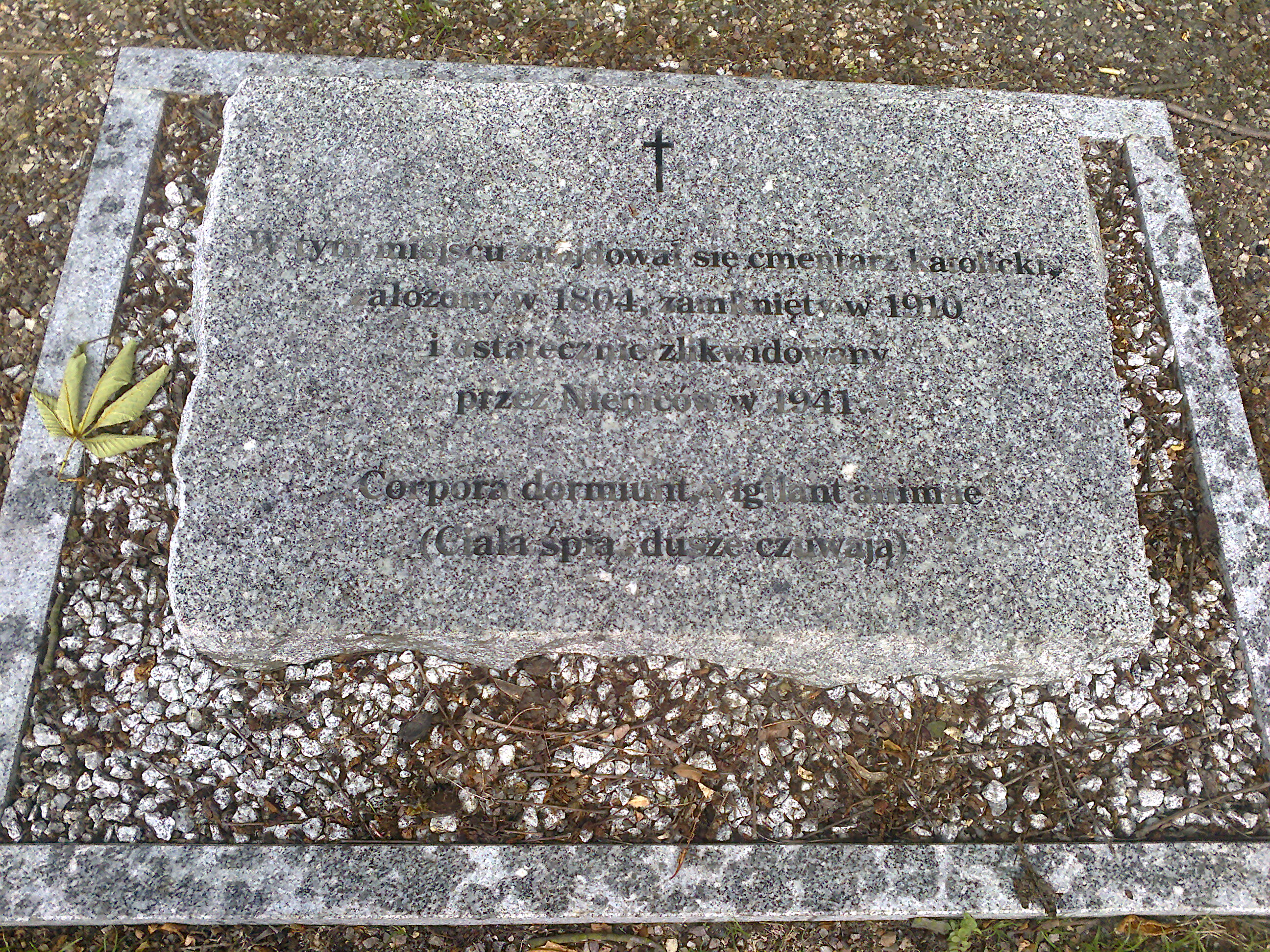
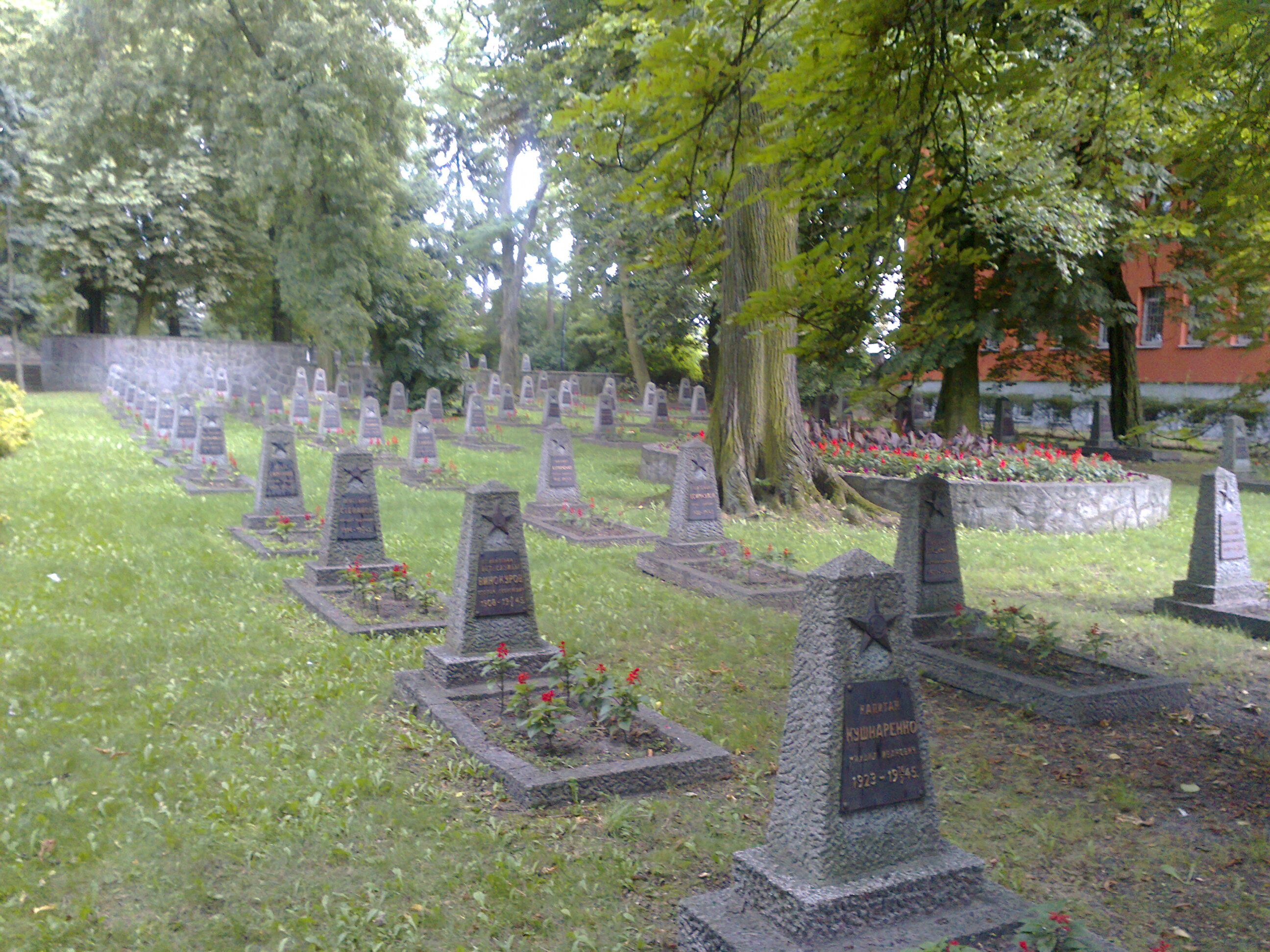
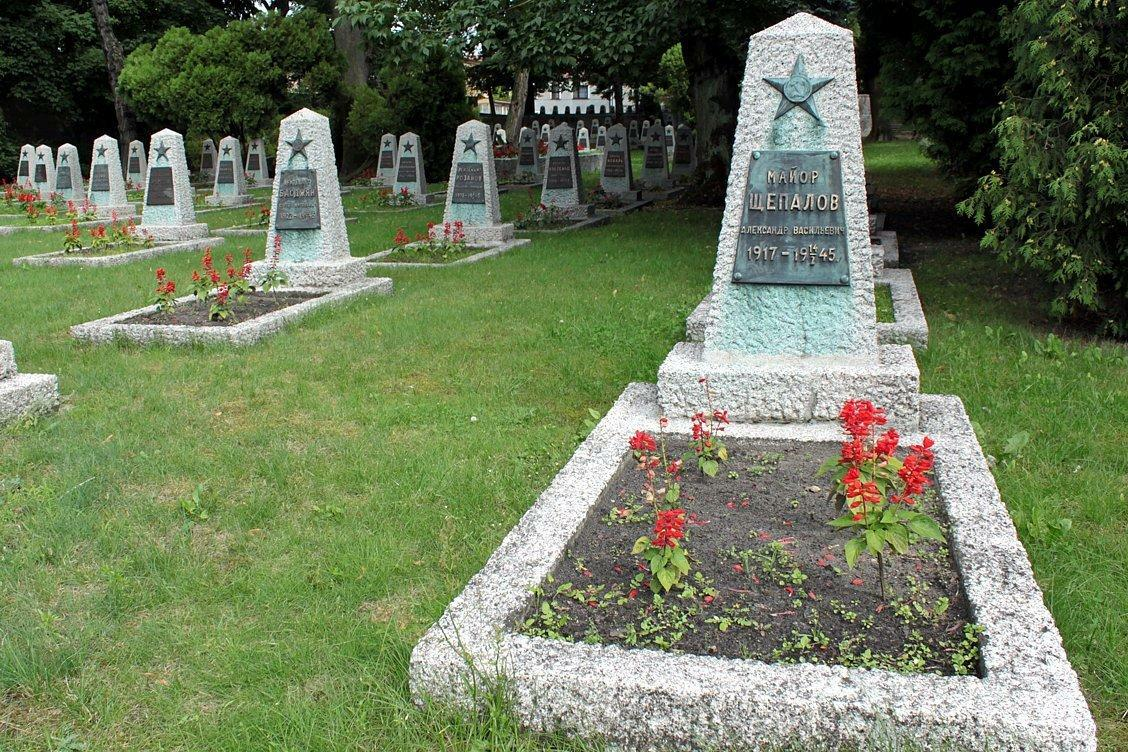
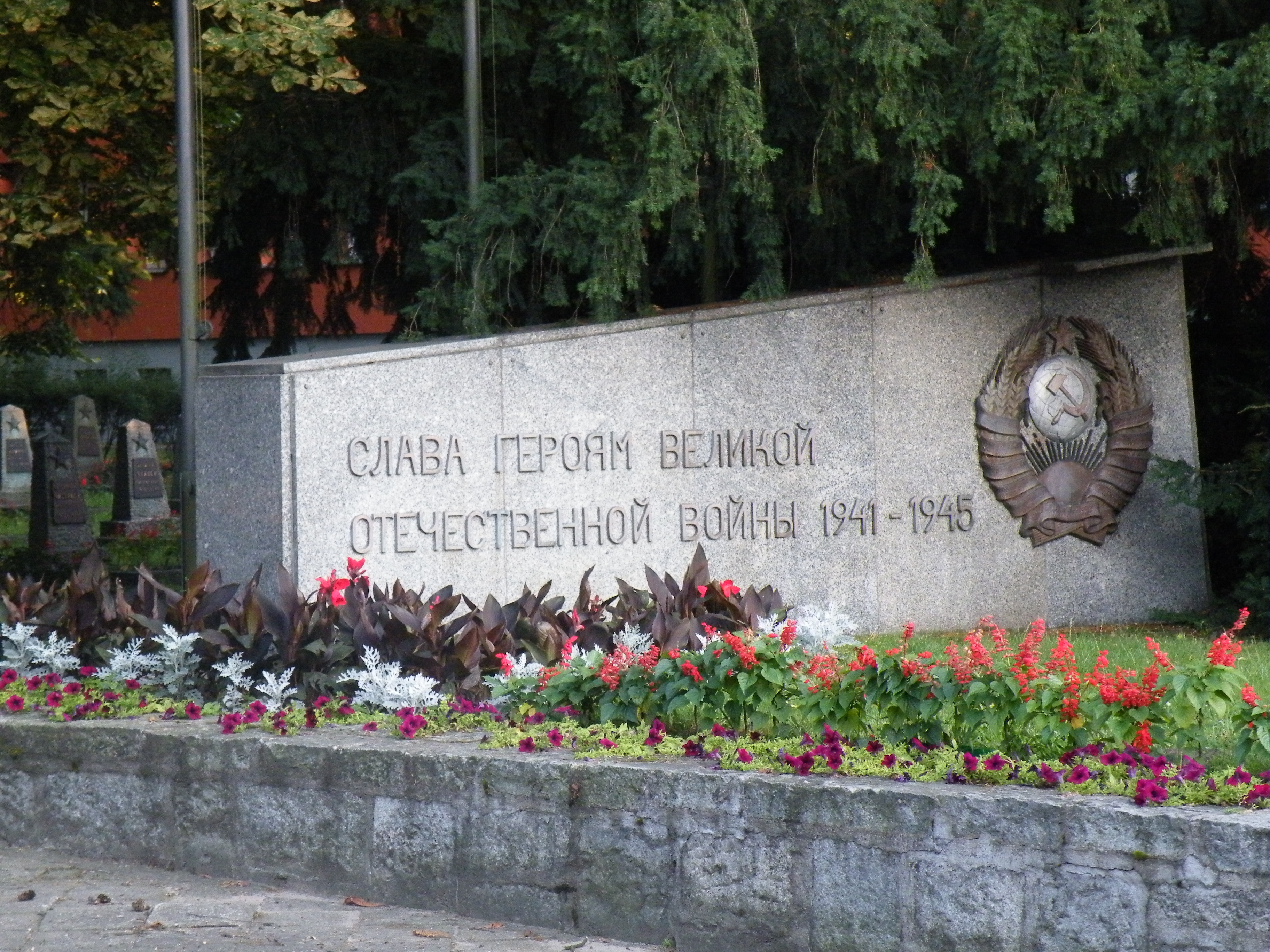